# Diego Laínez (geestelijke)

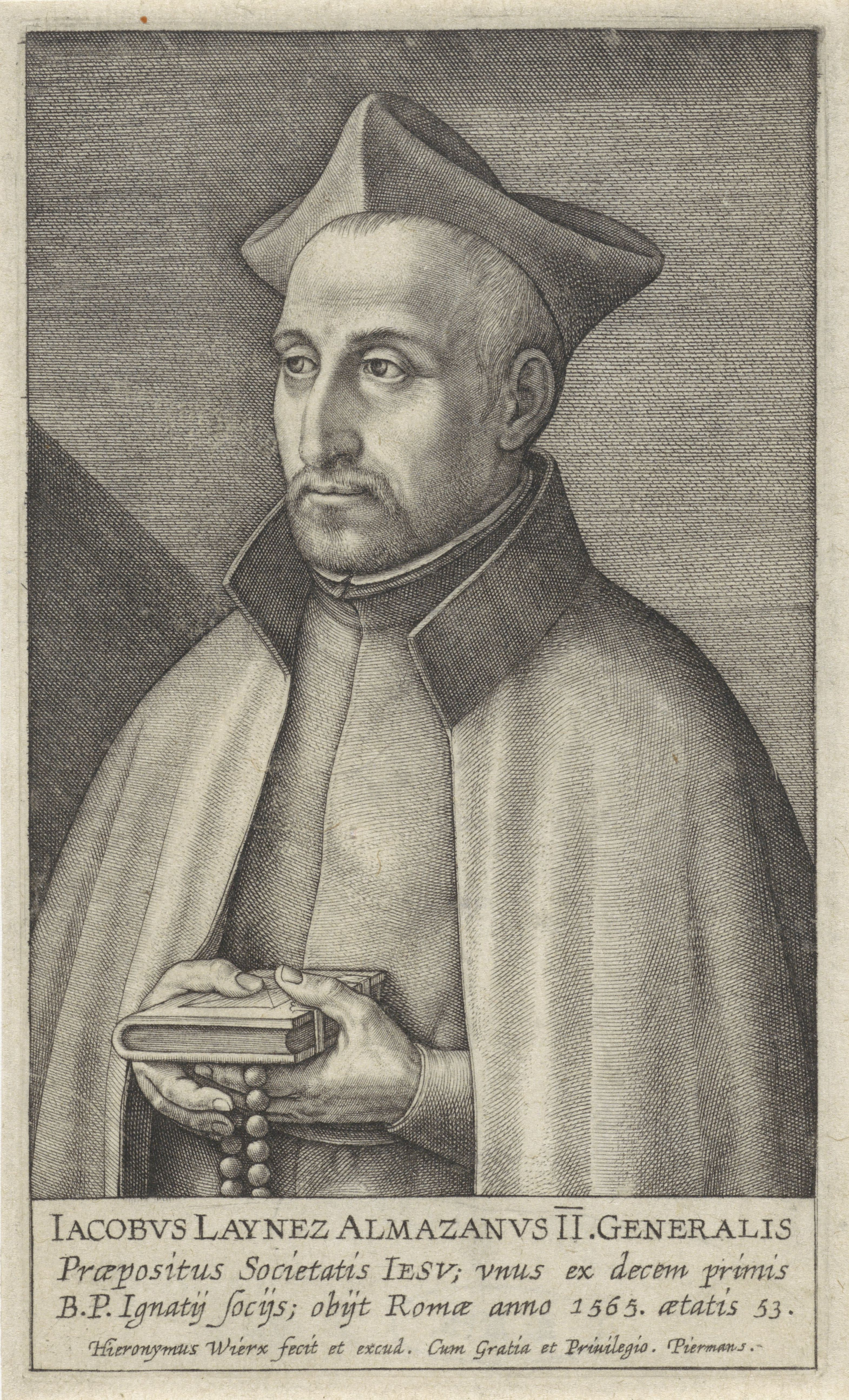
Diego Laínez

Diego Laínez (achternaam ook anders gespeld) SJ (Almazán, Castilië, ? 1512 - Rome 19 januari 1565) was een Spaans priester en theoloog; hij behoorde tot de eerste gezellen (primi patres) van Ignatius van Loyola en volgde deze na diens dood op als 'generale overste'.

## Jonge jaren
Laynez' was van Joodse familie; gedwongen door de Spaanse anti-joodse koningen waren zijn voorouders al enkele generaties eerder katholiek gedoopt. Al afgestudeerd aan de Universiteit van Alcalá hoorde Diego van ene Ignatius, een Bask die in Parijs een nieuwe vorm van kloosterleven aan het proberen was; hij sloot zich bij Ignatius aan bij wat uiteindelijk in 1540 door paus Paulus III zou worden goedgekeurd als de Sociëteit van Jezus. Ignatius cs aanvankelijke plannen om naar Jeruzalem te reizen en daar te missioneren en zieken te gaan verplegen gingen niet door en het gezelschap besloot zijn diensten aan te bieden aan de paus. Het zevental, waarvan Laínez waarschijnlijk de meest geleerde was, werd in 1537 priester gewijd. Vrijwel meteen werd Laínez tot hoogleraar theologie aan de 'Sapienza', de pauselijk universiteit in Rome, benoemd.

## Glorietijd
Zijn glorietijd beleefde Laynez tijdens het Concilie van Trente waar hij, meer dan enig bisschop, uitgroeide tot de meest gezaghebbende theoloog. Het concilie moest het contrareformatorische antwoord leveren op de Reformatie van Luther en Calvijn. Laynez was de deskundige op het vraagstuk van de Rechtvaardiging. Hij bepleitte een sterk anti-Luther standpunt: rechtvaardiging door de werken. Ook op het terrein van de sacramenten bood de Spaanse jezuïet weinig opening voor de reformatorische opvattingen.
Ignatius was tussen de tweede en derde periode van 'Trente' overleden en Laynez was gekozen tot zijn opvolger. Nu als opperhoofd van de jonge orde was hij vanaf 1562 opnieuw in Trente. Hij deed opnieuw van zich spreken - over de communie voor de gelovigen alleen met de hostie, over de doorslaggevende macht van de paus bij de aanstelling van bisschoppen en zijn (door het concilie afgewezen) pleidooi voor méér macht van de kerk om huwelijken te verbieden of ongeldig te verklaren - alles tegen (contra) de Reformatie.

## Paus
Na de dood van Ignatius probeerde paus Paulus IV twee 'kroonjuwelen' van de stichter terug te draaien: de Sociëteit moest net als andere ordes haar overste voor drie jaar kiezen in plaats van voor het hele leven én de Sociëteit moest weer het koorgebed bidden. Laínez ijverde met succes voor het behoud van deze twee wezenskenmerken. Toen  Paulus IV in 1559 stierf waren er kardinalen die in Laynez (die géén kardinaal was,  dus ook niet stemgerechtigd) een geschikte papabile zagen. Maar Laynez onttrok zich aan aller ogen. Het zou tot 2013 duren voor de eerste jezuïet paus werd. Het duurde ook tot laat in de twintigste eeuw dat een jezuieten-generaal (Pedro Arrupe) al bij leven zijn taak neerlegde. Een paus (Benedictus XVI) volgde dertig jaar later dat voorbeeld.
- Biblioteca Nacional de España: XX1415700
- Bibliothèque nationale de France: cb12074417p (data)
- Catàleg d'autoritats de noms i títols de Catalunya: 981058620242106706
- CiNii: DA09900612
- Gemeinsame Normdatei: 119438054
- International Standard Name Identifier: 0000 0000 8343 3514
- Library of Congress Control Number: n85297333
- Nationale Bibliotheek van Tsjechië: kup20030000055055
- Nationale bibliotheek van Australië: 52060939
- Nationale Bibliotheek van Israël: 987007276915505171
- Nederlandse Thesaurus van Auteursnamen: 125774184
- Istituto Centrale per il Catalogo Unico: PAVV055487
- Système universitaire de documentation: 02903356X
- Trove: 1511527
- Virtual International Authority File: 46784408
- WorldCat: E39PBJjHjC3F43hbHJJJVBFVG3